# Dasyhelea multifascia
Dasyhelea multifascia är en tvåvingeart som beskrevs av Tokunaga och Murachi 1959. Dasyhelea multifascia ingår i släktet Dasyhelea och familjen svidknott. Inga underarter finns listade i Catalogue of Life.